# Johannes Jäcker

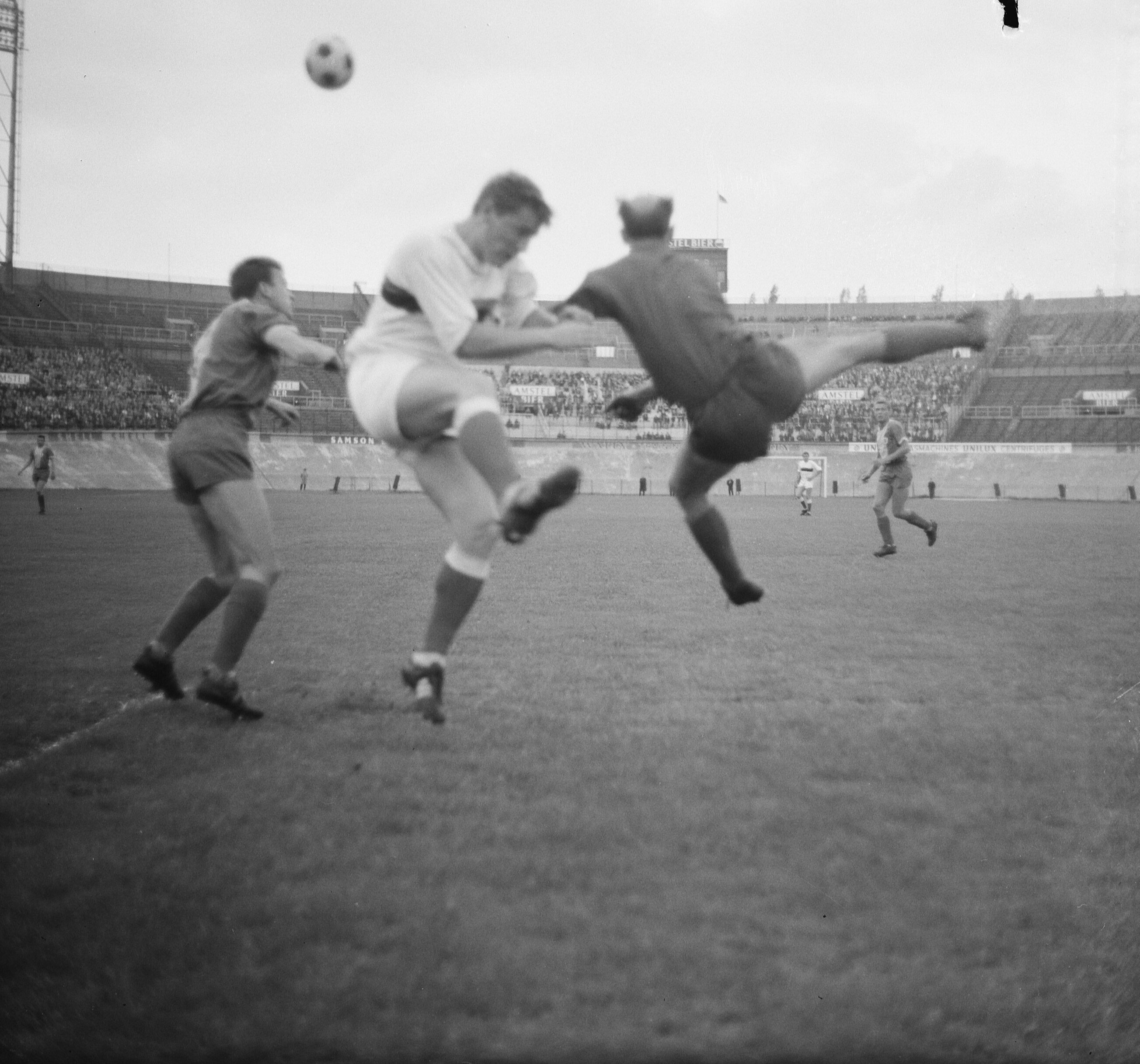
Hans Jäcker (rechts) in duel met Mos Temming in de wedstrijd van AFC DWS tegen Eintracht Braunschweig (International Football Cup 1964/65)

Johannes (Hans/Hennes) Jäcker (Schwerte, 20 november 1932 – Stendal, 7 april 2013) was een Duits voetbaldoelman.
Hij speelde elf seizoenen bij Eintracht Braunschweig, waarvan vier seizoenen in de Bundesliga. In seizoen 1966/1967 werd zijn club landskampioen. Van 1956 tot en met 1967 speelde hij 265 wedstrijden bij dezelfde club.
Na zijn loopbaan werd hij jeugdtrainer bij die club en was hij manager bij HSC Leu 06 Braunschweig. Van 1980 tot 1983 was hij voorzitter van Eintracht Braunschweig.